# Baileux
 Baileux  is een dorp in de Belgische provincie Henegouwen en een deelgemeente van de Waalse stad Chimay.
Baileux was een zelfstandige gemeente tot die bij de gemeentelijke herindeling van 1977 toegevoegd werd aan de gemeente Chimay.

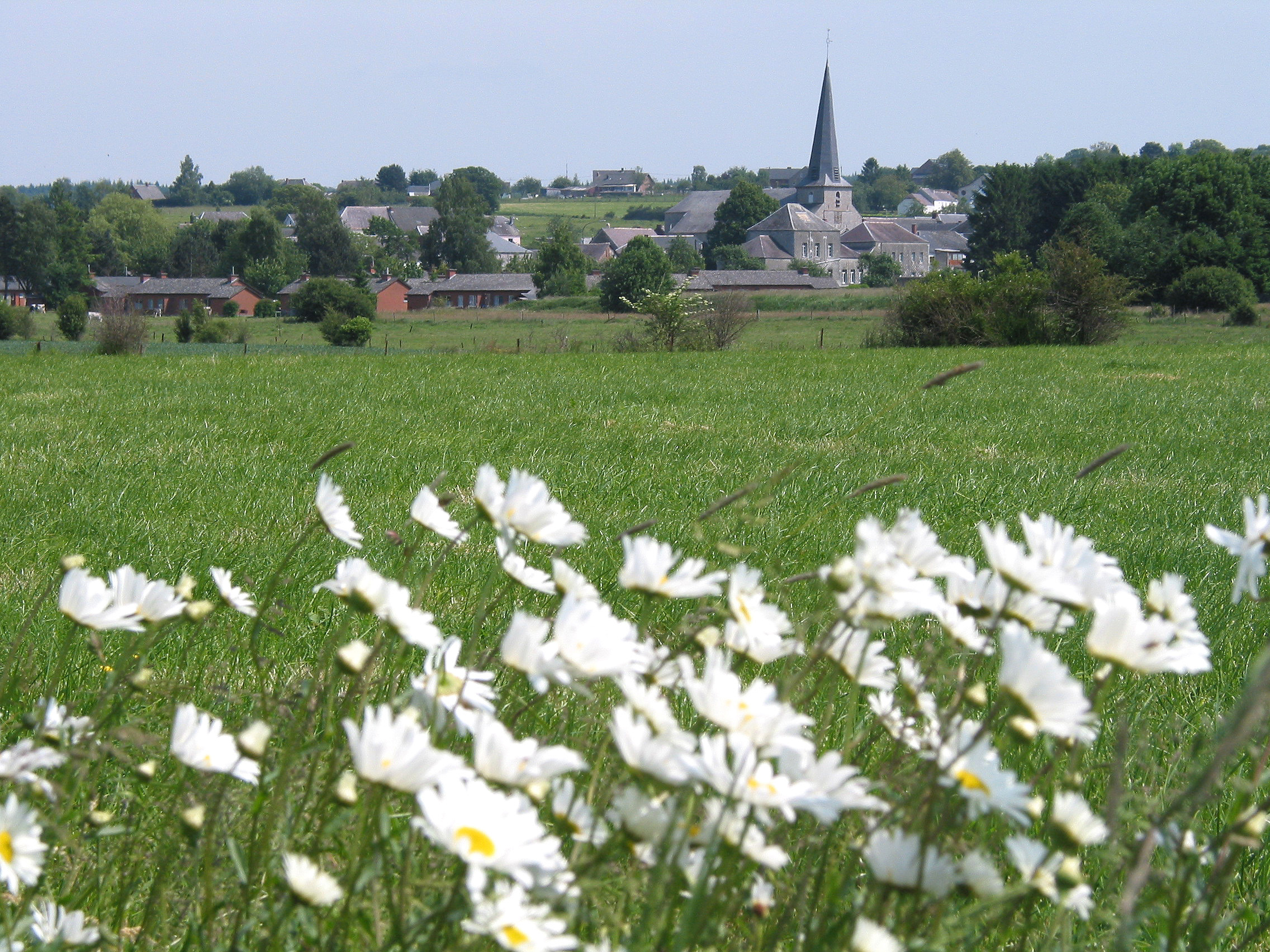
Baileux, Het dorp.
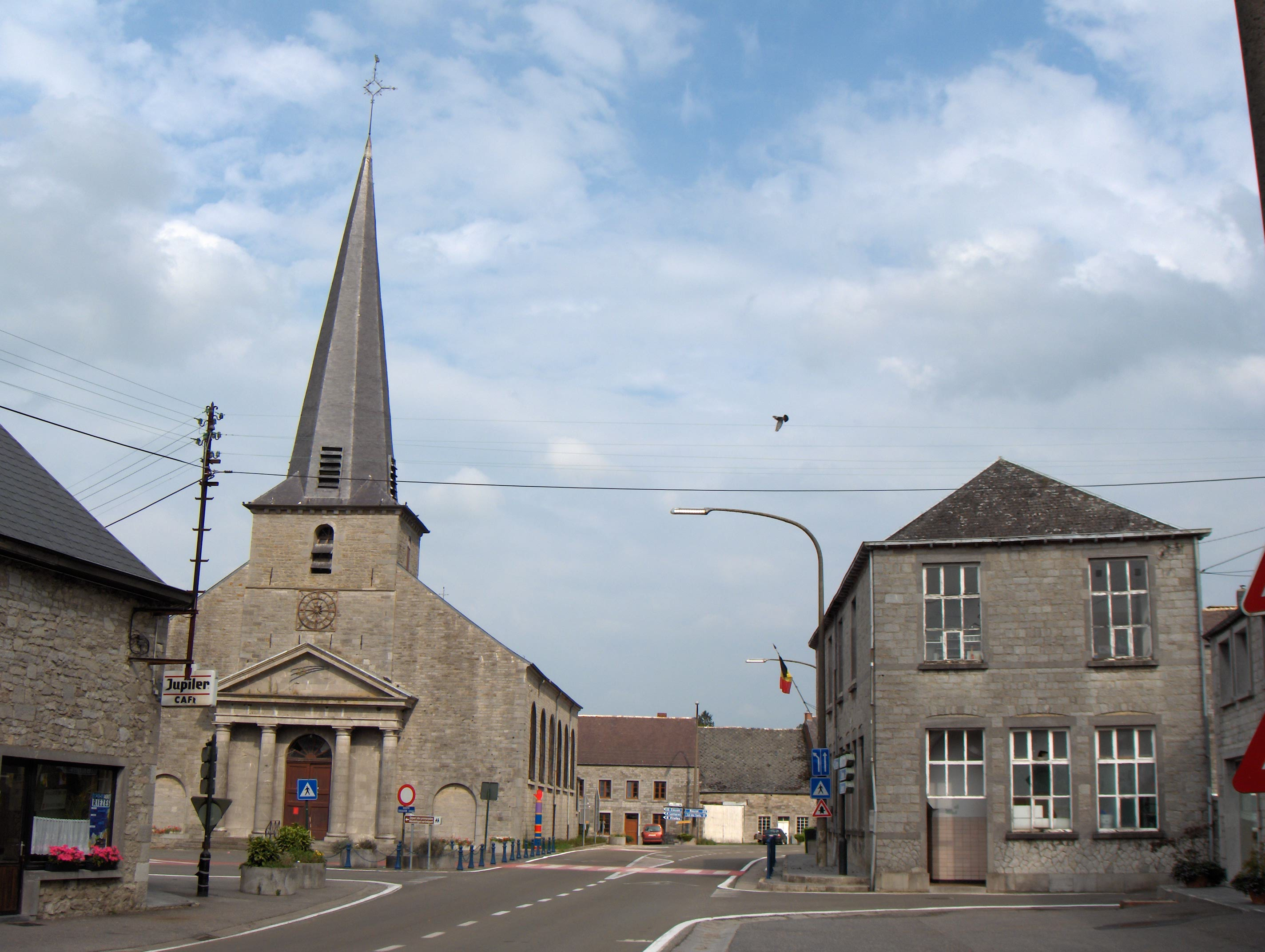
Rue de Rocroi in het centrum van het dorp

## Demografische ontwikkeling
- Bron: NIS; Opm:1831 t/m 1970=volkstellingen; 1976=inwoneraantal op 31 december
- 1837: aanhechting van de gehuchten Jean-Petit, L'Escaillère, Lisbonne, Pré-Bulard en Pont-Saint-Nicolas (met een oppervlakte van 23 km²) van Chimay
- 1886: afstand van het gehucht L'Escaillère (14,37 km² met 295 inwoners) dat een zelfstandige gemeente werd